# Benson (Vermont)
Benson ist eine Town im Rutland County des Bundesstaates Vermont in den Vereinigten Staaten mit 974 Einwohnern (laut Volkszählung von 2020).

## Geografie

### Geografische Lage
Die Ortschaft liegt in der Ebene südöstlich des Lake Champlain und westlich der Green Mountains am Poultney River, der zugleich auch die Grenze zum Bundesstaat New York darstellt. Das Gelände ist leicht hügelig und in Richtung Nordwesten abfallend; besondere Erhebungen oder große Wasserläufe existieren nicht. Allerdings gibt es einige Quellen, denen zum Teil heilkräftige Wirkung zugeschrieben wurde. Im Nordosten der Town findet sich der Sunset Lake, der als Angelplatz besonders für Forellen in geringem Umfang auch touristisch genutzt wird.

### Nachbargemeinden
Alle Entfernungen sind als Luftlinien zwischen den offiziellen Koordinaten der Orte aus der Volkszählung 2010 angegeben.
- Norden: Orwell, 4,2 km
- Nordosten: Sudbury, 14,6 km
- Osten: Hubbardton, 15,0 km
- Südosten: Castleton, 15,2 km
- Süden: Fair Haven, 5,5 km
- Südwesten: West Haven, 7,0 km
- Westen: Dresden, New York, 18,9 km
- Nordwesten: Putnam, New York, 12,9 km

### Klima
Die mittlere Durchschnittstemperatur in Benson liegt zwischen −6,7 °C (20 °Fahrenheit) im Januar und 21,7 °C (71 °Fahrenheit) im Juli. Damit ist der Ort gegenüber dem langjährigen Mittel der USA um etwa 10 Grad kühler. Die Schneefälle zwischen Oktober und Mai liegen mit mehr als zwei Metern erheblich höher als die mittlere Schneehöhe in den USA, die tägliche Sonnenscheindauer liegt am unteren Rand des Wertespektrums der USA. Im Zeitraum von Mitte Oktober bis Mitte Dezember sogar erheblich darunter.

## Geschichte
Der Bereich der späteren Town of Benson war ursprünglich ein durch die Kolonie New York beanspruchtes Areal, das Teil eines großflächigen Landverkaufes sein sollte, zu der z. B. auch die Nachbargemeinden Fair Haven und West Haven gehörten. Deswegen wurde die Town bei der Deklaration von Landverkäufen durch New Hampshire, im Gegensatz zu vielen anderen Flächen im östlichen Umkreis, nicht verkauft, aber auch von New Yorker Seite durch die Streitigkeiten mit den Vermontern und dem anschließenden Unabhängigkeitskrieg nicht besiedelt. Durch die Loslösung von New York als Vermont Republic im Jahr 1777 und die – zunächst einseitige – Grenzziehung gegenüber New York fiel das unbesiedelte Land in die Zuständigkeit der neuen Republik und wurde am 27. Oktober 1779 mit 25.214 acres (etwa 102 km²) zum Verkauf ausgerufen. Der tatsächliche Verkauf, die Charter, fand am 5. Mai 1780 statt. Er gilt als das Gründungsdatum des Gebietes.
Erste Siedler machten das Gebiet ab 1783 urbar; um 1786 fand die konstituierende Stadtversammlung statt. Genaue Daten sind nicht mehr verfügbar. Das Land war fruchtbar und leicht urbar zu machen, so dass die Bevölkerungszahl rasch stieg; die erste Volkszählung nennt bereits 658 Einwohner.
Eine erste Epidemie von 1796 sowie die Masern-Epidemie von 1812, die innerhalb von zwei Monaten 60 Tote, meist Erwachsene, in Benson forderte, stellten herbe Rückschläge in der Town, aber auch in der weiten Umgebung dar. Trotzdem wuchs die Bevölkerung rasch an. Für 1832 ist eine erste große Auswanderungswelle nach Westen an den Du Page River im späteren Will County, ca. 40 km (25 Meilen) westlich Chicago, dokumentiert. Weitere Auswanderungswellen nach Westen werden in den Quellen erwähnt. Auch die Abwanderung in die sich entwickelnden nahen Industriezentren Fair Haven, Rutland und Whitehall ab den 1850er Jahren ist dokumentiert. Beide Abwanderungsbewegungen führten zu einem deutlichen Bevölkerungsschwund, der bis in die 1960er Jahre anhielt.
Wie auch zuvor blieb Benson mit dem Aufkommen der Bahnen und der Dampfboote auf dem See – um 1840 existierten zwei mit Lagerhäusern ausgestattete Anlegestellen für Dampfboote am Poultney River: Kinyan's Bay und Gibbs' Landing – eine rein landwirtschaftlich ausgerichtete Ortschaft. Allerdings wandelte sich die Nutzung, wie allgemein in den Ebenen um den See zu beobachten war: während um 1840 besonders Schafzucht, Wolle und der Anbau von Kartoffeln und Mais in den Wirtschaftsdaten der Volkszählungen dominieren, ist bis etwa 1880 eine Umstellung auf Getreide und Milchviehwirtschaft zu beobachten. Diese Produkte sind auch heute noch die bestimmenden Wirtschaftsfaktoren der Gemeinde.
Durch Bürgerkrieg, Ersten Weltkrieg, Weltwirtschaftskrise, New Deal und Zweiten Weltkrieg weitestgehend unberührt blieb Benson in geschichtlich ruhiger Nische stehen; es sind keine erwähnenswerten Ereignisse verzeichnet. Ab den 1960er Jahren ist ein Zuzug von Bewohnern zu verzeichnen, die Benson als Wohnort nutzen, aber in den umliegenden Gemeinden arbeiten.

### Religionen
Die erste Kirchengemeinde in Benson wurde 1790 von den Kongregationalisten organisiert; am 5. September 1792 stellten sie auch den ersten hauptamtlichen Pfarrer der Gemeinde ein. Drei große Missionierungsaktionen brachten einen großen Zuwachs an Anhängern (1804, 1816, 1821), doch die Auswanderungswellen in Richtung Westen ab 1832 schwächte die Gemeinde wieder deutlich. Die Baptisten und die Methodisten waren ebenfalls mit kleineren Gemeinden vertreten; beide Glaubensgruppen bauten 1841 je ein eigenes Meeting House.
Heute ist in der Town eine Gemeinde der United Church of Christ ansässig.

### Einwohnerentwicklung
| Volkszählungsergebnisse – Town of Benson, Vermont | Volkszählungsergebnisse – Town of Benson, Vermont | Volkszählungsergebnisse – Town of Benson, Vermont | Volkszählungsergebnisse – Town of Benson, Vermont | Volkszählungsergebnisse – Town of Benson, Vermont | Volkszählungsergebnisse – Town of Benson, Vermont | Volkszählungsergebnisse – Town of Benson, Vermont | Volkszählungsergebnisse – Town of Benson, Vermont | Volkszählungsergebnisse – Town of Benson, Vermont | Volkszählungsergebnisse – Town of Benson, Vermont | Volkszählungsergebnisse – Town of Benson, Vermont |
| Jahr                                              | 1700                                              | 1710                                              | 1720                                              | 1730                                              | 1740                                              | 1750                                              | 1760                                              | 1770                                              | 1780                                              | 1790                                              |
| ------------------------------------------------- | ------------------------------------------------- | ------------------------------------------------- | ------------------------------------------------- | ------------------------------------------------- | ------------------------------------------------- | ------------------------------------------------- | ------------------------------------------------- | ------------------------------------------------- | ------------------------------------------------- | ------------------------------------------------- |
| Einwohner                                         |                                                   |                                                   |                                                   |                                                   |                                                   |                                                   |                                                   |                                                   |                                                   | 658                                               |
| Jahr                                              | 1800                                              | 1810                                              | 1820                                              | 1830                                              | 1840                                              | 1850                                              | 1860                                              | 1870                                              | 1880                                              | 1890                                              |
| Einwohner                                         | 1159                                              | 1561                                              | 1481                                              | 1493                                              | 1403                                              | 1305                                              | 1256                                              | 1244                                              | 1104                                              | 880                                               |
| Jahr                                              | 1900                                              | 1910                                              | 1920                                              | 1930                                              | 1940                                              | 1950                                              | 1960                                              | 1970                                              | 1980                                              | 1990                                              |
| Einwohner                                         | 844                                               | 813                                               | 807                                               | 636                                               | 572                                               | 573                                               | 549                                               | 583                                               | 739                                               | 847                                               |
| Jahr                                              | 2000                                              | 2010                                              | 2020                                              | 2030                                              | 2040                                              | 2050                                              | 2060                                              | 2070                                              | 2080                                              | 2090                                              |
| Einwohner                                         | 1039                                              | 1056                                              | 974                                               |                                                   |                                                   |                                                   |                                                   |                                                   |                                                   |                                                   |

## Wirtschaft und Infrastruktur

### Verkehr
Benson wird durch die Vermont State Route 22A, die von Norden nach Süden durch die Ortschaft führt, mit Orwell im Norden und Fair Haven im Süden verbunden. Eine Bahnstation und ein lokaler Flugplatz sind in Fair Haven zu finden; weitere Bahnstationen mit Zughalten von Amtrak-Zügen finden sich in Ticonderoga und Whitehall.

### Öffentliche Einrichtungen
Neben der Grundschule und der Bibliothek sind in Benson nur die üblichen städtischen Einrichtungen öffentlich verfügbar. Das nächstgelegene Krankenhaus ist das Rutland Regional Medical Center in Rutland.

### Bildung
Benson gehört mit Castleton, Fair Haven und Orwell zur Addison-Rutland Supervisory Union.
In Benson ist die achtzügige Benson Village School mit etwa 150 Schülern ansässig. Weiterführende Schulformen sind in den umliegenden Gemeinden, insbesondere Fair Haven. Castleton und Rutland, verfügbar.

## Persönlichkeiten

### Söhne und Töchter der Stadt
- Stephen Wallace Dorsey (1842–1916), Politiker und US-Senator für Arkansas

### Persönlichkeiten, die vor Ort gewirkt haben
- Waleri Nikolajewitsch Tschalidse (1938–2018), russischer Dissident; Verleger in Benson